# ルナ級
ルナ級（ルナきゅう、Luna class）は、アメリカのSFドラマ・映画『スタートレック』シリーズに登場する、惑星連邦宇宙艦隊保有の架空の宇宙艦の艦級名の一つである。

## 概要
全長454メートル、乗員350名、最高速度ワープ9.9。フェイザーアレイ6基、光子魚雷発射管6門、ディフレクター防御スクリーン、トラクタービームを装備。
円盤部は双胴体に続く隆起があるアキラ級のものを少し縦長にしたような外見で、量子スリップストリーム発生器を兼ねた大型のメインディフレクター盤を持つイントレピッド級に似た紡錘部がドーサルネック無しで接続されている。円盤部背面後部にはタブレット状のセンサーポッドを持ち、紡錘部下方後ろに向かって傾斜したパイロンの先にアキラ級に似た角柱型のワープナセルが左右1基ずつ接続されている。25世紀初め頃までに少なくとも2回近代化改修されており、光子魚雷発射管の位置や塗装が変更されている他、25世紀に運用されているルナ級はセンサーポッドの正面に補助ディフレクター盤を持つという特徴がある。
ブリッジはギャラクシー級のものとソヴェリン級のものとを掛け合わせたようなデザインになっており、艦首側（メインビューワーが設置されている壁の裏側）に観察ラウンジが、艦尾側（マスターシステムディスプレイが設置されている壁の裏側）に艦長待機室がある。またメインビューワーと操舵席との中間辺りの床には、ホログラム通信システムがある。ターボリフトは艦長席から見て左前方と右後方の二基。
『スタートレック:ローワー・デッキ』シーズン1第10話での戦闘描写から、量子魚雷も装備しており、パクレド艦を圧倒する戦闘能力も備えている。
鏡像宇宙のテラン帝国宇宙艦隊所属ルナ級はデザインが一部異なり、円盤部背面のセンサーポッドが小型化し左右二基並んでおり、ワープナセルがソヴェリン級に似た形状のものに変わり、船体に赤いペイントが施されている。また円盤部分離機能を持つ。
デザインはショーン・ツアーンギューによるもので、デザインや設定の詳細についてはスチュワート・フォーリーとサミュエル・コッキングスによるSF解説番組『Trekyards』にツアーンギュー本人が出演し詳しく述べている。

## 特徴
- ルナ級U.S.S.タイタンは、U.S.S.エンタープライズEの副長であったウィリアム・T・ライカー大佐が艦長となり、ロミュラン帝国との共同作戦を話し合うため「中立地帯」に配置された。

- ルナ級同型艦名は全て太陽系の衛星名からの命名となっている。

## ルナ級宇宙艦一覧
U.S.S.ルナ（U.S.S.Luna NCC-80101）
ルナ級の1番艦。2372年進宙。
U.S.S.タイタン（U.S.S.Titan NCC-80102）
2379年、ライカー大佐が艦長に就任。
U.S.S.オベロン（U.S.S.Oberon NCC-80103）
『スタートレック:ピカード』シーズン2第1話に登場。
U.S.S.エウロパ（U.S.S.Europa NCC-80104）
『スタートレック:ピカード』シーズン2第1話に登場。
U.S.S.イオ（U.S.S.Io NCC-80105）

U.S.S.トリトン（U.S.S.Triton NCC-80106）

U.S.S.ガニメデ（U.S.S.Ganymede NCC-80107）

U.S.S.アマルテア（U.S.S.Amalthea NCC-80108）

U.S.S.カリスト（U.S.S.Callisto NCC-80109）

U.S.S.レア（U.S.S.Rhea NCC-80110）

U.S.S.カロン（U.S.S.Charon NCC-80111）

U.S.S.ガラテア（U.S.S.Galatea NCC-80112）